# 拟交感神经药
擬交感神經藥(Sympathomimetic drug)，也稱為腎上腺素能藥物(adrenergic drugs)和腎上腺素能胺(adrenergic amines)，是一種興奮性化合物，可模擬交感神經系統內源性興奮劑的作用。交感神經系統的主要內源性興奮劑是兒茶酚胺（即腎上腺素、去甲腎上腺素和多巴胺），它們既起神經遞質的作用，又起激素的作用。擬交感神經藥可用於治療心臟驟停和低血壓，甚至延緩早產。
這些藥物可以通過多種機制起作用，例如直接激活突觸後受體，阻斷某些神經遞質的分解和再攝取，或刺激兒茶酚胺的產生和釋放。

## 作用
拟交感药的主要目的是兴奋肾上腺素受体。其中包括肾上腺素、去甲基肾上腺素、麻黄碱及一些合成药如异丙肾上腺素、间羟胺等。应用广泛，主要用在心血管疾病、支气管哮喘、过敏反应、眼、鼻和肾脏的血管等方面。

## 常见药物
伪麻黄碱 